# Juan Sebastián Verón
Juan Sebastián Verón (La Plata, 9 marzo 1975) è un dirigente sportivo ed ex calciatore argentino, di ruolo centrocampista, presidente dell'Estudiantes.
Dopo gli esordi in Argentina con Estudiantes e Boca Juniors, nel 1996 è approdato in Europa vestendo le maglie di Sampdoria, Parma, Lazio, Manchester Utd, Chelsea e Inter. Nel 2006 è tornato a giocare in patria, chiudendo la carriera tra le file dell'Estudiantes.
Nel suo palmarès vanta la vittoria di 2 campionati italiani (2000 e 2006), 4 Coppe Italia (1999, 2000, 2005 e 2006), 2 Supercoppe italiane (2000 e 2005), 1 campionato inglese (2003), 2 campionati argentini (Apertura 2006 e Apertura 2010), 1 Coppa UEFA (1999), 1 Supercoppa UEFA (1999) e 1 Coppa Libertadores (2009). Con la Nazionale argentina ha disputato 3 Mondiali (1998, 2002 e 2010) e la Coppa America 2007.
A livello individuale è stato nominato 2 volte calciatore argentino dell'anno (2006 e 2009) e 2 volte calciatore sudamericano dell'anno (2008 e 2009). Nel marzo del 2004 è stato inserito da Pelé all'interno del FIFA 100, la speciale classifica che include i più forti calciatori – viventi al momento della stesura della lista – della storia di questo sport.

## Biografia
È soprannominato La Brujita (in italiano "la streghetta") in virtù del nomignolo, La Bruja ("la strega"), con cui era noto suo padre, l'ex calciatore Juan Ramón Verón. Anche suo figlio Deian è un calciatore professionista, così come il fratello Iani Martín.

## Caratteristiche tecniche
Era un centrocampista che giocava principalmente da trequartista dietro alle punte, ma che veniva spesso impiegato come esterno o come mezzala. La sua visione di gioco gli consentiva di essere un regista che faceva partire l'azione dal basso e di rompere le linee avversarie, anche tramite passaggi forzati. Dotato di eccellente tecnica, era di piede destro e molto bravo a inventare giocate con l'esterno del piede, nei lanci lunghi e a recuperare palloni. Era pericoloso anche quando batteva le punizioni e i calci d'angolo.

## Carriera

### Giocatore

#### Club

##### Esordi
Nel 1993 Verón abbandonò la scuola per firmare con l'Estudiantes de La Plata, la stessa squadra in cui aveva militato suo padre Juan Ramón Verón. Dopo due campionati in Serie A e uno in Serie B, fu acquistato dal Boca Juniors, con cui disputò 17 partite siglando 4 gol.

##### Sampdoria, Parma e Lazio

Verón (a destra) insieme al connazionale Batistuta in un Parma-Fiorentina della stagione 1998-1999.

Nell'estate del 1996 l'allenatore svedese Sven-Göran Eriksson, allora alla guida della Sampdoria, volle portarlo in Italia; il costo del cartellino ammontò a 6 miliardi di lire.
La sua carriera italiana proseguì nel Parma, con il quale nella stagione 1998-1999 vinse la Coppa Italia e la Coppa UEFA. Nel 1999 fu acquistato dalla Lazio del presidente Cragnotti e del tecnico Eriksson per circa 60 miliardi di lire. In maglia biancoceleste Verón disputò le sue migliori stagioni italiane, riuscendo nel breve spazio di due annate (1999-2000 e 2000-2001) a conquistare una Supercoppa UEFA, una Coppa Italia, una Supercoppa italiana e soprattutto uno scudetto, al termine di un'avvincente lotta con la Juventus nel campionato 1999-2000. Nel tabellino realizzativo della prima stagione laziale figurarono 8 gol, tra cui quello che consentì alla Lazio di battere la Roma per 2-1 nel derby del 25 marzo 2000.

##### Manchester Utd, Chelsea e Inter

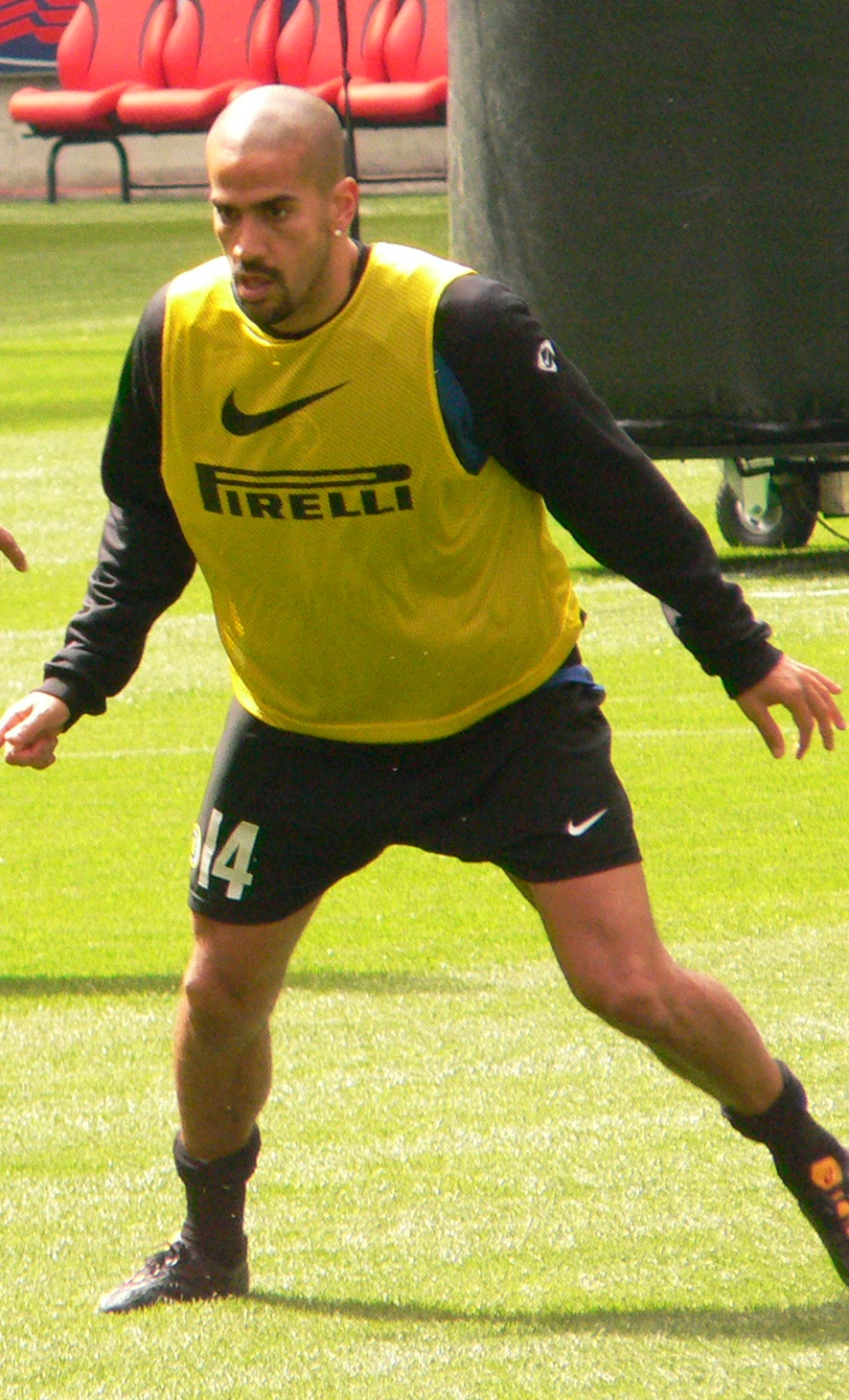
Verón in riscaldamento prepartita con l'Inter nel 2005

Nel 2001 passò dalla Lazio al Manchester Utd per una cifra di 80 miliardi di lire. Dopo due anni con i Red Devils complessivamente deludenti, pur impreziositi dalla vittoria di una Premier League nella stagione 2002-2003, fu acquistato dal Chelsea per 26 milioni di euro, su richiesta di Claudio Ranieri; anche con i Blues il suo rendimento non si dimostrò all'altezza delle aspettative, nonostante una rete (l'unica della sua esperienza londinese) al debutto nel successo per 1-2 contro il Liverpool.
Nell'estate del 2004 si trasferì all'Inter, dove militò in prestito per due stagioni (2004-2005 e 2005-2006), tornando a giocare ad alti livelli. Con i nerazzurri disputò 74 partite, realizzando quattro reti (di cui 3 in campionato), e conquistò la terza e la quarta Coppa Italia della sua carriera (2004-2005 e 2005-2006), dopo quelle conquistate con Parma (nel 1998-1999) e Lazio (nel 1999-2000). Il 20 agosto 2005, grazie alla sua rete decisiva nei supplementari, l'Inter si aggiudicò la Supercoppa italiana contro la Juventus..

##### Estudiantes ed esperienze minori
Nel 2006, dopo essere tornato al Chelsea, firmò nuovamente per la squadra che lo aveva lanciato, l'Estudiantes de La Plata. Con gli argentini vinse il Torneo Apertura 2006. Nel 2008 arrivò in finale di Coppa Sudamericana ma perse contro i brasiliani dell'Internacional. Nello stesso anno, Verón venne eletto miglior giocatore del Sudamerica, vincendo il premio per il Calciatore sudamericano dell'anno. Nel 2009 vinse la Coppa Libertadores con la maglia dell'Estudiantes, e a dicembre fu eletto per la seconda volta consecutiva Calciatore sudamericano dell'anno. Nel 2010 vinse il Torneo Apertura. Nel 2011 annunciò il suo ritiro in occasione dell'ultima partita dell'Apertura 2011, salvo ripensarci e decidere di proseguire per altri sei mesi.

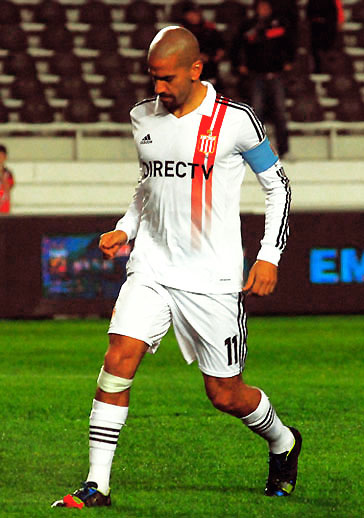
Verón all'Estudiantes nel 2013

Conclusa l'esperienza con l'Estudiantes, giocando il 16 giugno 2012 la sua ultima partita in maglia biancorossa, venne ingaggiato dal Coronel di Brandsen, club dilettantistico militante nel campionato Amateur platense. Il 19 luglio 2013 firmò un contratto annuale con l'Estudiantes, squadra della quale era già direttore sportivo, tornando per la terza volta nella squadra che lo aveva lanciato nel calcio professionistico.
Nell'agosto del 2016, a distanza di circa due anni dal ritiro, Verón decisedi tornare a calcare i campi da gioco vestendo la maglia della squadra dilettantistica dell'Estrella de Berisso, della quale era anche allenatore. Pochi mesi dopo però scelse di sottoscrivere un nuovo contratto con la squadra di cui era presidente, ossia l'Estudiantes.
Il 28 dicembre 2016, all'età di 41 anni tornò in campo con l'Estudiantes, firmando un contratto di 18 mesi. Il 12 aprile 2017 giocò in Copa Libertadores, nella partita casalinga contro gli ecuadoriani del Barcelona Guayaquil, vinta da quest'ultimi per 2-0.

#### Nazionale
In Nazionale fece registrare 72 presenze e 9 gol, prendendo parte a tre campionati del mondo (Francia 1998, Corea del Sud-Giappone 2002 – edizione in cui indossò la fascia da capitano, e fu anche criticato per l'uscita al primo turno della squadra soprattutto per la prestazione contro l'Inghilterra – e Sudafrica 2010) e a una Copa América (Venezuela 2007).

### Dopo il ritiro
L'11 dicembre 2012, dopo il primo ritiro dal calcio giocato, venne nominato come nuovo direttore sportivo dell'Estudiantes. Il 5 ottobre 2014 fu eletto presidente del club biancorosso.
Il 27 marzo 2021 Verón lascia l'incarico di presidente, a seguito dell'elezione nell'Assemblea Generale Ordinaria di Martín Gorostegui, ma rimane in società in qualità di vice-presidente.
La sua presidenza è stata segnata da diverse pietre miliari nella storia del club, come l'inaugurazione del nuovo stadio dell'Estudiantes, l'incorporazione delle politiche di genere a livello istituzionale o l'obbligo di proseguire gli studi per i giocatori delle divisioni giovanili del club.
Il 6 aprile 2024 viene eletto presidente del club argentino per la terza volta, portando con sé il presidente uscente Martín Gorostegui nel ruolo di 1º vicepresidente, Pascual Caiella come 2º vicepresidente e Christian Spagnolo come 3º vicepresidente.

## Statistiche

### Presenze e reti nei club
Statistiche aggiornate al 26 maggio 2017.
| Stagione                 | Squadra                  | Campionato               | Campionato | Campionato | Coppe nazionali | Coppe nazionali | Coppe nazionali | Coppe continentali | Coppe continentali | Coppe continentali | Altre coppe | Altre coppe | Altre coppe | Totale | Totale |
| Stagione                 | Squadra                  | Comp                     | Pres       | Reti       | Comp            | Pres            | Reti            | Comp               | Pres               | Reti               | Comp        | Pres        | Reti        | Pres   | Reti   |
| ------------------------ | ------------------------ | ------------------------ | ---------- | ---------- | --------------- | --------------- | --------------- | ------------------ | ------------------ | ------------------ | ----------- | ----------- | ----------- | ------ | ------ |
| 1993-1994                | Estudiantes              | SD                       | 7          | 0          | -               | -               | -               | -                  | -                  | -                  | -           | -           | -           | 7      | 0      |
| 1994-1995                | Estudiantes              | PD                       | 38         | 5          | -               | -               | -               | -                  | -                  | -                  | -           | -           | -           | 38     | 5      |
| 1995-mar. 1996           | Estudiantes              | PD                       | 15         | 2          | -               | -               | -               | -                  | -                  | -                  | -           | -           | -           | 15     | 2      |
| mar. 1996-               | Boca Juniors             | PD                       | 17         | 4          | -               | -               | -               | -                  | -                  | -                  | -           | -           | -           | 17     | 4      |
| 1996-1997                | Sampdoria                | A                        | 32         | 5          | CI              | 2               | 0               | -                  | -                  | -                  | -           | -           | -           | 34     | 5      |
| 1997-1998                | Sampdoria                | A                        | 29         | 2          | CI              | 3               | 0               | CU                 | 2                  | 0                  | -           | -           | -           | 34     | 2      |
| Totale Sampdoria         | Totale Sampdoria         | Totale Sampdoria         | 61         | 7          |                 | 5               | 0               |                    | 2                  | 0                  |             | -           | -           | 68     | 7      |
| 1998-1999                | Parma                    | A                        | 26         | 1          | CI              | 6               | 3               | CU                 | 10                 | 0                  | -           | -           | -           | 42     | 4      |
| 1999-2000                | Lazio                    | A                        | 31         | 8          | CI              | 4               | 0               | UCL                | 11                 | 2                  | SU          | 1           | 0           | 47     | 10     |
| 2000-2001                | Lazio                    | A                        | 22         | 3          | CI              | 2               | 0               | UCL                | 7                  | 1                  | SI          | 1           | 0           | 32     | 4      |
| Totale Lazio             | Totale Lazio             | Totale Lazio             | 53         | 11         |                 | 6               | 0               |                    | 18                 | 3                  |             | 2           | 0           | 79     | 14     |
| 2001-2002                | Manchester United        | PL                       | 26         | 5          | FACup+CdL       | 1+0             | 0+0             | UCL                | 13                 | 0                  | -           | -           | -           | 40     | 5      |
| 2002-2003                | Manchester United        | PL                       | 25         | 2          | FACup+CdL       | 1+5             | 0+0             | UCL                | 11                 | 4                  | -           | -           | -           | 42     | 6      |
| Totale Manchester United | Totale Manchester United | Totale Manchester United | 51         | 7          |                 | 2+5             | 0+0             |                    | 24                 | 4                  |             | -           | -           | 82     | 11     |
| 2003-2004                | Chelsea                  | PL                       | 7          | 1          | FACup+CdL       | 0+1             | 0+0             | UCL                | 6                  | 0                  | -           | -           | -           | 14     | 1      |
| 2004-2005                | Inter                    | A                        | 24         | 3          | CI              | 5               | 0               | UCL                | 10                 | 0                  | -           | -           | -           | 39     | 3      |
| 2005-2006                | Inter                    | A                        | 25         | 0          | CI              | 0               | 0               | UCL                | 9                  | 0                  | SI          | 1           | 1           | 35     | 1      |
| Totale Inter             | Totale Inter             | Totale Inter             | 49         | 3          |                 | 5               | 0               |                    | 19                 | 0                  |             | 1           | 1           | 74     | 4      |
| 2006-2007                | Estudiantes              | PD                       | 30         | 2          | -               | -               | -               | -                  | -                  | -                  | -           | -           | -           | 30     | 2      |
| 2007-2008                | Estudiantes              | PD                       | 18         | 7          | -               | -               | -               | CL+CS              | 7+1                | 2+0                | -           | -           | -           | 26     | 9      |
| 2008-2009                | Estudiantes              | PD                       | 18         | 3          | -               | -               | -               | CL+CS              | 14+10              | 1+1                |             | -           | -           | 42     | 5      |
| 2009-2010                | Estudiantes              | PD                       | 27         | 4          | -               | -               | -               | CL                 | 9                  | 1                  | Cmc         | 2           | 0           | 38     | 5      |
| 2010-2011                | Estudiantes              | PD                       | 24         | 2          | -               | -               | -               | CL+CS              | 5+1                | 0+0                | RS          | 2           | 0           | 32     | 2      |
| 2011-2012                | Estudiantes              | PD                       | 20         | 2          | CA              | 0               | 0               | CS                 | 1                  | 0                  | -           | -           | -           | 21     | 2      |
| 2012-2013                | Coronel Brandsen         | Am. Pl1.                 | 28         | 7          | -               | -               | -               | -                  | -                  | -                  | -           | -           | -           | 28     | 7      |
| 2013-2014                | Estudiantes              | PD                       | 22         | 0          | CA              | 0               | 0               | -                  | -                  | -                  | -           | -           | -           | 22     | 0      |
| 2015-2016                | Estrella de Berisso      | Am. Pl.                  | ?          | ?          | -               | -               | -               | -                  | -                  | -                  | -           | -           | -           | ?      | ?      |
| 2016-2017                | Estudiantes              | PD                       | 0          | 0          | -               | -               | -               | CL                 | 5                  | 0                  | -           | -           | -           | 5      | 0      |
| Totale Estudiantes       | Totale Estudiantes       | Totale Estudiantes       | 219        | 27         |                 | -               | -               |                    | 53                 | 5                  |             | 4           | 0           | 276    | 32     |
| Totale carriera          | Totale carriera          | Totale carriera          | 511        | 68         |                 | 30              | 3               |                    | 132                | 12                 |             | 7           | 1           | 680    | 84     |

### Cronologia presenze e reti in nazionale
| Cronologia completa delle presenze e delle reti in nazionale ― Argentina | Cronologia completa delle presenze e delle reti in nazionale ― Argentina | Cronologia completa delle presenze e delle reti in nazionale ― Argentina | Cronologia completa delle presenze e delle reti in nazionale ― Argentina | Cronologia completa delle presenze e delle reti in nazionale ― Argentina | Cronologia completa delle presenze e delle reti in nazionale ― Argentina | Cronologia completa delle presenze e delle reti in nazionale ― Argentina | Cronologia completa delle presenze e delle reti in nazionale ― Argentina |
| Data                                                                     | Città                                                                    | In casa                                                                  | Risultato                                                                | Ospiti                                                                   | Competizione                                                             | Reti                                                                     | Note                                                                     |
| ------------------------------------------------------------------------ | ------------------------------------------------------------------------ | ------------------------------------------------------------------------ | ------------------------------------------------------------------------ | ------------------------------------------------------------------------ | ------------------------------------------------------------------------ | ------------------------------------------------------------------------ | ------------------------------------------------------------------------ |
| 1-9-1996                                                                 | Buenos Aires                                                             | Argentina                                                                | 1 – 1                                                                    | Paraguay                                                                 | Qual. Mondiali 1998                                                      | -                                                                        |                                                                          |
| 12-2-1997                                                                | Barranquilla                                                             | Colombia                                                                 | 0 – 1                                                                    | Argentina                                                                | Qual. Mondiali 1998                                                      | -                                                                        |                                                                          |
| 2-4-1997                                                                 | La Paz                                                                   | Bolivia                                                                  | 2 – 1                                                                    | Argentina                                                                | Qual. Mondiali 1998                                                      | -                                                                        |                                                                          |
| 30-4-1997                                                                | Buenos Aires                                                             | Argentina                                                                | 2 – 0                                                                    | Ecuador                                                                  | Qual. Mondiali 1998                                                      | -                                                                        |                                                                          |
| 6-7-1997                                                                 | Asunción                                                                 | Paraguay                                                                 | 1 – 2                                                                    | Argentina                                                                | Qual. Mondiali 1998                                                      | 1                                                                        |                                                                          |
| 20-7-1997                                                                | Buenos Aires                                                             | Argentina                                                                | 2 – 0                                                                    | Venezuela                                                                | Qual. Mondiali 1998                                                      | -                                                                        |                                                                          |
| 10-9-1997                                                                | Santiago del Cile                                                        | Cile                                                                     | 1 – 2                                                                    | Argentina                                                                | Qual. Mondiali 1998                                                      | -                                                                        |                                                                          |
| 12-10-1997                                                               | Buenos Aires                                                             | Argentina                                                                | 0 – 0                                                                    | Uruguay                                                                  | Qual. Mondiali 1998                                                      | -                                                                        |                                                                          |
| 16-11-1997                                                               | Buenos Aires                                                             | Argentina                                                                | 1 – 1                                                                    | Colombia                                                                 | Qual. Mondiali 1998                                                      | -                                                                        |                                                                          |
| 19-2-1998                                                                | Buenos Aires                                                             | Argentina                                                                | 2 – 1                                                                    | Romania                                                                  | Amichevole                                                               | -                                                                        |                                                                          |
| 24-2-1998                                                                | Mar del Plata                                                            | Argentina                                                                | 3 – 1                                                                    | Jugoslavia                                                               | Amichevole                                                               | -                                                                        |                                                                          |
| 10-3-1998                                                                | Buenos Aires                                                             | Argentina                                                                | 2 – 0                                                                    | Bulgaria                                                                 | Amichevole                                                               | -                                                                        |                                                                          |
| 22-4-1998                                                                | Dublino                                                                  | Irlanda                                                                  | 0 – 2                                                                    | Argentina                                                                | Amichevole                                                               | -                                                                        |                                                                          |
| 29-4-1998                                                                | Rio de Janeiro                                                           | Brasile                                                                  | 0 – 1                                                                    | Argentina                                                                | Amichevole                                                               | -                                                                        |                                                                          |
| 14-5-1998                                                                | Córdoba                                                                  | Argentina                                                                | 5 – 0                                                                    | Bosnia ed Erzegovina                                                     | Amichevole                                                               | -                                                                        |                                                                          |
| 19-5-1998                                                                | Mendoza                                                                  | Argentina                                                                | 1 – 0                                                                    | Cile                                                                     | Amichevole                                                               | -                                                                        |                                                                          |
| 25-5-1998                                                                | Buenos Aires                                                             | Argentina                                                                | 2 – 0                                                                    | Sudafrica                                                                | Amichevole                                                               | -                                                                        |                                                                          |
| 14-6-1998                                                                | Tolosa                                                                   | Argentina                                                                | 1 – 0                                                                    | Giappone                                                                 | Mondiali 1998 - 1º turno                                                 | -                                                                        |                                                                          |
| 21-6-1998                                                                | Parigi                                                                   | Argentina                                                                | 5 – 0                                                                    | Giamaica                                                                 | Mondiali 1998 - 1º turno                                                 | -                                                                        |                                                                          |
| 26-6-1998                                                                | Bordeaux                                                                 | Argentina                                                                | 1 – 0                                                                    | Croazia                                                                  | Mondiali 1998 - 1º turno                                                 | -                                                                        |                                                                          |
| 30-6-1998                                                                | Saint-Étienne                                                            | Argentina                                                                | 2 – 2 dts (4 – 2 dtr)                                                    | Inghilterra                                                              | Mondiali 1998 - Ottavi di finale                                         | -                                                                        |                                                                          |
| 4-7-1998                                                                 | Marsiglia                                                                | Paesi Bassi                                                              | 2 – 1                                                                    | Argentina                                                                | Mondiali 1998 - Quarti di finale                                         | -                                                                        |                                                                          |
| 31-3-1999                                                                | Amsterdam                                                                | Paesi Bassi                                                              | 1 – 1                                                                    | Argentina                                                                | Amichevole                                                               | -                                                                        |                                                                          |
| 4-9-1999                                                                 | Buenos Aires                                                             | Argentina                                                                | 2 – 0                                                                    | Brasile                                                                  | Amichevole                                                               | 1                                                                        |                                                                          |
| 7-9-1999                                                                 | Porto Alegre                                                             | Brasile                                                                  | 4 – 2                                                                    | Argentina                                                                | Amichevole                                                               | -                                                                        |                                                                          |
| 13-10-1999                                                               | Córdoba                                                                  | Argentina                                                                | 2 – 1                                                                    | Colombia                                                                 | Amichevole                                                               | -                                                                        |                                                                          |
| 23-2-2000                                                                | Londra                                                                   | Inghilterra                                                              | 0 – 0                                                                    | Argentina                                                                | Amichevole                                                               | -                                                                        |                                                                          |
| 29-3-2000                                                                | Buenos Aires                                                             | Argentina                                                                | 4 – 1                                                                    | Cile                                                                     | Amichevole                                                               | 2                                                                        |                                                                          |
| 26-4-2000                                                                | Maracaibo                                                                | Venezuela                                                                | 0 – 4                                                                    | Argentina                                                                | Qual. Mondiali 2002                                                      | -                                                                        |                                                                          |
| 4-6-2000                                                                 | Buenos Aires                                                             | Argentina                                                                | 1 – 0                                                                    | Bolivia                                                                  | Qual. Mondiali 2002                                                      | -                                                                        |                                                                          |
| 29-6-2000                                                                | Bogotà                                                                   | Colombia                                                                 | 1 – 3                                                                    | Argentina                                                                | Qual. Mondiali 2002                                                      | -                                                                        |                                                                          |
| 19-7-2000                                                                | Buenos Aires                                                             | Argentina                                                                | 2 – 0                                                                    | Ecuador                                                                  | Qual. Mondiali 2002                                                      | -                                                                        |                                                                          |
| 26-7-2000                                                                | San Paolo del Brasile                                                    | Brasile                                                                  | 3 – 1                                                                    | Argentina                                                                | Qual. Mondiali 2002                                                      | -                                                                        |                                                                          |
| 16-8-2000                                                                | Buenos Aires                                                             | Argentina                                                                | 1 – 1                                                                    | Paraguay                                                                 | Qual. Mondiali 2002                                                      | -                                                                        |                                                                          |
| 3-9-2000                                                                 | Lima                                                                     | Perù                                                                     | 1 – 2                                                                    | Argentina                                                                | Qual. Mondiali 2002                                                      | 1                                                                        |                                                                          |
| 15-11-2000                                                               | Santiago del Cile                                                        | Cile                                                                     | 0 – 2                                                                    | Argentina                                                                | Qual. Mondiali 2002                                                      | -                                                                        |                                                                          |
| 28-2-2001                                                                | Roma                                                                     | Italia                                                                   | 1 – 2                                                                    | Argentina                                                                | Amichevole                                                               | -                                                                        |                                                                          |
| 28-3-2001                                                                | Buenos Aires                                                             | Argentina                                                                | 5 – 0                                                                    | Venezuela                                                                | Qual. Mondiali 2002                                                      | 1                                                                        |                                                                          |
| 25-4-2001                                                                | La Paz                                                                   | Bolivia                                                                  | 3 – 3                                                                    | Argentina                                                                | Qual. Mondiali 2002                                                      | -                                                                        |                                                                          |
| 3-6-2001                                                                 | Buenos Aires                                                             | Argentina                                                                | 3 – 0                                                                    | Colombia                                                                 | Qual. Mondiali 2002                                                      | -                                                                        |                                                                          |
| 15-8-2001                                                                | Quito                                                                    | Ecuador                                                                  | 0 – 2                                                                    | Argentina                                                                | Qual. Mondiali 2002                                                      | 1                                                                        |                                                                          |
| 7-10-2001                                                                | Asunción                                                                 | Paraguay                                                                 | 2 – 2                                                                    | Argentina                                                                | Qual. Mondiali 2002                                                      | -                                                                        |                                                                          |
| 8-11-2001                                                                | Buenos Aires                                                             | Argentina                                                                | 2 – 0                                                                    | Perù                                                                     | Qual. Mondiali 2002                                                      | -                                                                        |                                                                          |
| 14-11-2001                                                               | Montevideo                                                               | Uruguay                                                                  | 1 – 1                                                                    | Argentina                                                                | Qual. Mondiali 2002                                                      | -                                                                        |                                                                          |
| 13-2-2002                                                                | Cardiff                                                                  | Galles                                                                   | 1 – 1                                                                    | Argentina                                                                | Amichevole                                                               | -                                                                        |                                                                          |
| 27-3-2002                                                                | Ginevra                                                                  | Argentina                                                                | 2 – 2                                                                    | Camerun                                                                  | Amichevole                                                               | 1                                                                        |                                                                          |
| 2-6-2002                                                                 | Kashima                                                                  | Argentina                                                                | 1 – 0                                                                    | Nigeria                                                                  | Mondiali 2002 - 1º turno                                                 | -                                                                        |                                                                          |
| 7-6-2002                                                                 | Sapporo                                                                  | Argentina                                                                | 0 – 1                                                                    | Inghilterra                                                              | Mondiali 2002 - 1º turno                                                 | -                                                                        |                                                                          |
| 12-6-2002                                                                | Rifu                                                                     | Svezia                                                                   | 1 – 1                                                                    | Argentina                                                                | Mondiali 2002 - 1º turno                                                 | -                                                                        |                                                                          |
| 20-11-2002                                                               | Saitama                                                                  | Giappone                                                                 | 0 – 2                                                                    | Argentina                                                                | Amichevole                                                               | -                                                                        |                                                                          |
| 12-2-2003                                                                | Amsterdam                                                                | Paesi Bassi                                                              | 1 – 0                                                                    | Argentina                                                                | Amichevole                                                               | -                                                                        |                                                                          |
| 20-8-2003                                                                | Firenze                                                                  | Argentina                                                                | 3 – 2                                                                    | Uruguay                                                                  | Amichevole                                                               | 1                                                                        |                                                                          |
| 6-9-2003                                                                 | Buenos Aires                                                             | Argentina                                                                | 2 – 2                                                                    | Cile                                                                     | Qual. Mondiali 2006                                                      | -                                                                        |                                                                          |
| 9-9-2003                                                                 | Caracas                                                                  | Venezuela                                                                | 0 – 3                                                                    | Argentina                                                                | Qual. Mondiali 2006                                                      | -                                                                        |                                                                          |
| 19-11-2003                                                               | Buenos Aires                                                             | Argentina                                                                | 1 – 1                                                                    | Colombia                                                                 | Qual. Mondiali 2006                                                      | -                                                                        |                                                                          |
| 28-6-2007                                                                | Maracaibo                                                                | Argentina                                                                | 4 – 1                                                                    | Stati Uniti                                                              | Coppa America 2007 - 1º turno                                            | -                                                                        |                                                                          |
| 2-7-2007                                                                 | Maracaibo                                                                | Argentina                                                                | 4 – 2                                                                    | Colombia                                                                 | Coppa America 2007 - 1º turno                                            | -                                                                        |                                                                          |
| 5-7-2007                                                                 | Barquisimeto                                                             | Argentina                                                                | 1 – 0                                                                    | Paraguay                                                                 | Coppa America 2007 - 1º turno                                            | -                                                                        |                                                                          |
| 8-7-2007                                                                 | Barquisimeto                                                             | Argentina                                                                | 4 – 0                                                                    | Perù                                                                     | Coppa America 2007 - Quarti di finale                                    | -                                                                        |                                                                          |
| 11-7-2007                                                                | Puerto Ordaz                                                             | Argentina                                                                | 3 – 0                                                                    | Messico                                                                  | Coppa America 2007 - Semifinale                                          | -                                                                        |                                                                          |
| 15-7-2007                                                                | Maracaibo                                                                | Brasile                                                                  | 3 – 0                                                                    | Argentina                                                                | Coppa America 2007 - Finale                                              | -                                                                        |                                                                          |
| 15-6-2008                                                                | Buenos Aires                                                             | Argentina                                                                | 1 – 1                                                                    | Ecuador                                                                  | Qual. Mondiali 2010                                                      | -                                                                        |                                                                          |
| 28-3-2009                                                                | Buenos Aires                                                             | Argentina                                                                | 4 – 0                                                                    | Venezuela                                                                | Qual. Mondiali 2010                                                      | -                                                                        |                                                                          |
| 6-6-2009                                                                 | Buenos Aires                                                             | Argentina                                                                | 1 – 0                                                                    | Colombia                                                                 | Qual. Mondiali 2010                                                      | -                                                                        |                                                                          |
| 10-6-2009                                                                | Quito                                                                    | Ecuador                                                                  | 2 – 0                                                                    | Argentina                                                                | Qual. Mondiali 2010                                                      | -                                                                        |                                                                          |
| 5-9-2009                                                                 | Rosario                                                                  | Argentina                                                                | 1 – 3                                                                    | Brasile                                                                  | Qual. Mondiali 2010                                                      | -                                                                        |                                                                          |
| 9-9-2009                                                                 | Asunción                                                                 | Paraguay                                                                 | 1 – 0                                                                    | Argentina                                                                | Qual. Mondiali 2010                                                      | -                                                                        |                                                                          |
| 14-10-2009                                                               | Montevideo                                                               | Uruguay                                                                  | 0 – 1                                                                    | Argentina                                                                | Qual. Mondiali 2010                                                      | -                                                                        |                                                                          |
| 3-3-2010                                                                 | Monaco di Baviera                                                        | Germania                                                                 | 0 – 1                                                                    | Argentina                                                                | Amichevole                                                               | -                                                                        |                                                                          |
| 24-5-2010                                                                | Buenos Aires                                                             | Argentina                                                                | 5 – 0                                                                    | Canada                                                                   | Amichevole                                                               | -                                                                        |                                                                          |
| 12-6-2010                                                                | Johannesburg                                                             | Argentina                                                                | 1 – 0                                                                    | Nigeria                                                                  | Mondiali 2010 - 1º turno                                                 | -                                                                        |                                                                          |
| 22-6-2010                                                                | Polokwane                                                                | Grecia                                                                   | 0 – 2                                                                    | Argentina                                                                | Mondiali 2010 - 1º turno                                                 | -                                                                        |                                                                          |
| 27-6-2010                                                                | Johannesburg                                                             | Argentina                                                                | 3 – 1                                                                    | Messico                                                                  | Mondiali 2010 - Ottavi di finale                                         | -                                                                        |                                                                          |
| Totale                                                                   |                                                                          | Presenze                                                                 | 72                                                                       |                                                                          | Reti                                                                     | 9                                                                        |                                                                          |

## Palmarès

### Giocatore

#### Club

##### Competizioni nazionali

Da sinistra: i laziali Salas, Sensini, Simeone e Verón posano con il trofeo della Coppa Italia 1999-2000.

- Campionato italiano: 2

Lazio: 1999-2000
Inter: 2005-2006
- Coppa Italia: 4

Parma: 1998-1999
Lazio: 1999-2000
Inter: 2004-2005, 2005-2006
- Supercoppa italiana: 2

Lazio: 2000
Inter: 2005
- Campionato inglese: 1

Manchester United: 2002-2003
- Campionato argentino: 2

Estudiantes: Apertura 2006, Apertura 2010

##### Competizioni internazionali

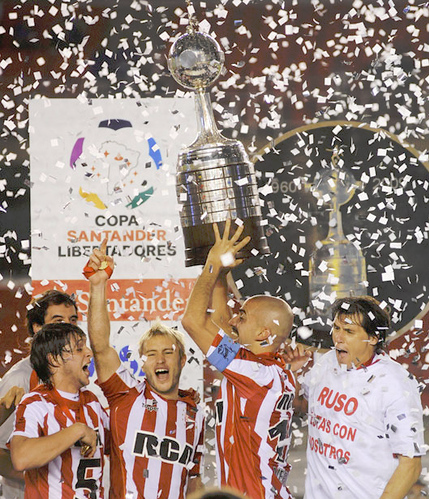
Verón solleva al cielo, da capitano, la Coppa Libertadores 2009 vinta dall'Estudiantes.

- Coppa UEFA: 1

Parma: 1998-1999
- Supercoppa UEFA: 1

Lazio: 1999
- Coppa Libertadores: 1

Estudiantes: 2009

#### Nazionale
- Argento olimpico: 1

Atlanta 1996

#### Individuale
- Squadra dell'Anno ESM: 1

1999-2000
- Calciatore del mese della Premier League: 1

Settembre 2001
- FIFA 100: inserito nella lista dei giocatori argentini

2004
- Equipo Ideal de América: 4

2006, 2008, 2009, 2010
- Calciatore argentino dell'anno: 2

2006, 2009
- Calciatore sudamericano dell'anno: 2

2008, 2009
- Inserito tra le "Leggende del calcio" del Golden Foot

2022